# Herivelto Martins
Herivelto de Oliveira Martins, mais conhecido como Herivelto (Vila de Rodeio, 30 de janeiro de 1912 — Rio de Janeiro, 17 de setembro de 1992) foi um dos maiores compositores brasileiros e foi também cantor, músico e ator. Ficou conhecido como criador do célebre conjunto vocal Trio de Ouro, que durante as primeiras décadas do século passado foi um dos mais importantes grupos brasileiros. Suas canções já foram regravadas por diversos artistas dos mais variados estilos musicais, sendo sua obra considerada uma das mais importantes da época de ouro da MPB. É pai do já falecido cantor Pery Ribeiro.

## Biografia
Filho do agente ferroviário Félix Bueno Martins e da costureira e doceira Dona Carlota, nascido na Vila de Rodeio, hoje município de Engenheiro Paulo de Frontin, Herivelto Martins, aos três anos de idade, já se apresentava de casaca, declamando versos em eventos organizados por seu pai.
Em 1916, a família mudou-se para Barra do Piraí, onde "seo" Félix fundou a Sociedade Dramática Dançante Carnavalesca Florescente de Barra do Piraí, que além de bailes, criava e dirigia espetáculos teatrais. Ele organizou, ainda, o grupo Pastorinhas de Barra do Piraí, que se apresentava no Natal, com Herivelto vestido de Papai Noel.
As atividades artísticas do pai motivaram o pequeno Herivelto a criar o seu próprio grupo teatral, com seus irmãos Hedelacy, Hedenir e Holdira e algumas meninos da vizinhança. Aos 9 anos de idade, compôs a paródia Quero Uma Mulher Bem Nua (Quiero una mujer desnuda) e o samba Nunca Mais, que não foi gravado.
Aos 10 anos aprendeu música na Sociedade Musical União dos Artistas, de Barra do Piraí, onde tocou bombardino, pistom, e caixa, até a idade de 19 anos, mas apresentava preferência pelo violão e cavaquinho, que já "arranhava". Entre 1922 e 1931, participou como músico da banda da Sociedade Musical União dos Artistas de Barra do Piraí.
Os problemas financeiros eram constantes, assim como as discussões domésticas. Herivelto e seus irmãos ajudavam, vendendo os doces que sua mãe fazia. A família acabou falindo e perdendo a casa, para pagamento de dívidas da Sociedade fundada por seu Félix.
Aos 12 anos de idade, Herivelto foi ser caixeiro numa loja de móveis, emprego que o pai lhe arranjou.
Em 1925, com apenas 13 anos, Herivelto conheceu os artistas circenses Zeca Lima e Colosso, que passavam pela cidade, e com eles formou um trio e seguiu para Juparanã, onde apresentaram um grandioso espetáculo. Durante um ano, o trio apresentou-se pelo interior do Rio de Janeiro, até que, procurados pela Polícia, Colosso e Zeca Lima foram presos em Vassouras e o delegado mandou Herivelto para casa.
Em 1930, com a promoção de seu Félix, a família foi morar no Brás, a Rua Saião Lobato, em São Paulo e se empregou em um botequim, onde ganhou o apelido de Carioca.
Após mais uma discussão com o pai, aos 18 anos de idade e com apenas 1 conto e 200 réis no bolso, Herivelto partiu para o Rio de Janeiro, com o desejo de tentar uma carreira artística. Ele passou a dividir o aluguel de um pequeno quarto com seu irmão, Hedelacy, e mais seis rapazes, quatro deles mortos na revolução de 32. Para sobreviver, teve que vender o relógio Roskoff "Estrada de Ferro", presente de seu padrinho.
No Rio de Janeiro, Herivelto foi palhaço de circo, vendedor, ajudante de contabilidade e, aos sábados, fazia barbas na barbearia onde o irmão Hedelacy trabalhava. Com o dinheiro da gorjeta, garantia o "Feijão à Camões" (prato fundo com feijão preto e uma colher de arroz no meio), do Bar do seu Machado", da semana.
Foi no Bar do seu Machado que Herivelto recebeu o convite de seu Licínio, para gerenciar sua barbearia no Morro de São Carlos. Era sua oportunidade de conhecer os grandes sambistas que ali moravam. Foi no São Carlos onde Herivelto conheceu o compositor José Luís da Costa - Príncipe Pretinho - que lhe apresentou a J.B. de Carvalho, do Conjunto Tupi, amigo do dono da gravadora RCA Victor.
Em 1932, Herivelto Martins, através de uma parceria com J.B. de Carvalho, conseguiu lançar, pela RCA Victor, sua composição Da Cor do Meu Violão, homenagem a uma namorada que teve no bairro do Carvão, em Barra do Piraí, que seu pai insistia em dizer que era escura demais para ele. A marchinha fez grande sucesso no carnaval daquele ano, o que levou Herivelto a integrar o coro do Conjunto Tupi como ritmista. Ele inovou ao fazer breques durante as gravações, quando isso não era permitido, e por essa e outras iniciativas, Mister Evans, diretor geral da RCA Victor, o promoveu a diretor do coro.
Em 1933, Herivelto teve mais duas músicas gravadas: O Terço do Zé Faustino, com Euclides J. Moreira, pelo Conjunto Tupi, e O Enterro da Filomena, pelo Conjunto RCA.
Numa época em que o samba ainda não havia descido o morro e ganhado a cidade, Herivelto criou várias músicas para homenagear a Estação Primeira de Mangueira, entre elas: Saudosa Mangueira e Lá em Mangueira.
Em 1986, Herivelto Martins foi homenageado pela escola de samba Unidos da Ponte, com o enredo Tá na hora do samba, que fala mais alto, que fala primeiro, o homenageado participou do desfile.

### A dupla Preto e Branco
Em 1932, Herivelto Martins conheceu Francisco Sena (que estreou em 1931, com disco solo), seu colega no Conjunto Tupi, e com ele começou a ensaiar algumas canções, entre as quais a música Preto e Branco. No ano seguinte, o Teatro Odeon estava a procura de um grupo que pudesse se apresentar nos intervalos das sessões. O Conjunto Tupi se apresentou e não foi aprovado. A convite de Vicente Marzulo, Herivelto e Francisco fizeram o teste, em dueto, chamando a atenção de todos. Foram contratados. o nome da Dupla, O Preto e O Branco, foi dado por Marzulo. Herivelto passou a compor para a dupla.
Em 1934, Herivelto gravou, com Francisco Sena, o primeiro disco da Dupla Preto e Branco, lançado pela Odeon, contendo os sambas Quatro Horas, com Sena, e Preto e Branco, de sua autoria. Compôs, em parceria com Francisco Sena, as marchas A Vida é Boa, gravada por Carlos Galhardo e Vamos Soltar Balão, gravada pela Dupla. Gravou, ainda, Como é Belo, de Gastão Viana e Pereira Filho.
Em 1935, a Dupla Preto e Branco gravou as marchas Bronzeada, de Moisés Friedman e Pedro Paraguaçu, Passado, presente, futuro, de sua autoria, Um pouquinho só e Bela morena, ambas de Príncipe Pretinho, e fez algumas apresentações na Rádio Tupi do Rio de Janeiro, mas o sucesso foi interrompido com a morte de Francisco Sena.
Herivelto passou a atuar sozinho, até ser contratado pelo Teatro Pátria, de Pascoal Segreto, no Largo da Cancela, em São Cristóvão, onde criou o palhaço caipira Zé Catinga, que fez muito sucesso, principalmente com as crianças. No ano seguinte, um amigo de infância de Herivelto lhe apresentou seu irmão, o cantor e compositor Nilo Chagas, com quem formou a nova Dupla Preto e Branco, por ter gostado da voz de Nilo.
Em 1937, a Dupla Preto e Branco gravou, junto com Dalva de Oliveira, o batuque Itaquari e a marcha Ceci e Peri, ambas do Príncipe Pretinho. O disco foi um sucesso, rendendo várias apresentações nas Rádios. Foi César Ladeira, em seu programa na Rádio Mayrink Veiga, que pela primeira vez anunciou o Trio de Ouro.

### Os Casamentos
No início da década de 30, Herivelto conheceu Maria Aparecida Pereira de Mello, sua primeira mulher, com quem teve os filhos Hélcio Pereira Martins e Hélio Pereira Martins. A convivência durou, aproximadamente, cinco anos. Separaram-se por Maria em razão do alcoolismo e traições de Herivelto.
Em 1935, no Cine Pátria, Herivelto conheceu Dalva de Oliveira e passaram a cantar em dueto. Iniciaram um namoro e, no ano seguinte, iniciaram uma convivência conjugal, oficializada em 1937 num ritual de umbanda, que gerou os filhos Pery Ribeiro e Ubiratan de Oliveira Martins. A União durou até 1947, quando as constantes brigas e traições da parte dele deram fim ao casamento. Em 1949, depois da separação oficial do casal e o fim da primeira formação do Trio de Ouro, Herivelto e Dalva iniciaram uma discussão, inclusive através das composições que gravaram, bastante explorada pelos jornais e revistas da época. Depois de uma pequena turnê na Venezuela, Herivelto saiu de casa, e tirou de Dalva a guarda dos filhos, e os manda para um internato. Passa a publicar em todos os jornais que Dalva é prostituta e que promove orgias dentro de casa, o que resultou nas mencionadas "canções de guerra" um para o outro.
Em 1946, Herivelto passou a namorar a aeromoça Lurdes Nura Torelly, uma mulher desquitada, que tinha um filho do primeiro casamento. Ela vinha de uma família rica, sendo prima do conhecido comediante de alcunha Barão de Itararé. Em 1952, o casal passou a viver juntos, tendo oficializado a união em 1978. Herivelto e Lurdes geraram três filhos: Fernando José (já falecido), Yaçanã Martins e Herivelto Filho, além dele criar o filho de Lurdes como seu. O casamento durou 38 anos, até a morte de Lurdes, em 1990.

## Discografia
- Herivelto com o Trio de Ouro (1942) Odeon 78
- Ave Maria no Morro (1943) Odeon 78
- Laurindo (1944) Odeon 78
- Odete/Bom dia Avenida (1944) Odeon 78
- Jubileu de prata (1956) Continental LP
- Um compositor em 2 tempos (1956) Copacabana LP
- O Famoso Trio de Ouro (1969) Imperial LP
- A Música de Herivelto Martins (1986) Phonodisc LP
- Trio de Ouro [S/D] Camden LP
- Trio de Ouro e os seus sucessos [S/D] RCA Victor LP
- Trio de Ouro [S/D] Revivendo CD
- Jubileu de Herivelto [S/D] Copacabana LP
- Carnaval de Herivelto [S/D] Mocambo LP